# 13C
13C est une chaîne de télévision payante chilienne appartenant à la chaîne généraliste Canal 13, lancée le 15 juillet 1995.

## Émissions
- Dudo, el juego de la verdad
- Tierra adentro
- Česká Republika
- Súper Late
- City Tour
- C Cocina
- Terruá
- Varietal
- Paragozar
- Platos del Chile extremo
- Vidas
- Estudio del líder
- Juegos de roles
- Persona personaje
- Chile, país de reyes
- Factor de cambio
- Soñadores
- Tecnociencia
- Opinión pública
- El domo
- Todo sobre nosotras
- Rapido y furiosa
- Todo por la ciencia
- De la fábrica a la casa
- Oh My Geek!
- OH! TEL
- Chile merquén
- Namaste
- Chile lindo
- SCL Moda
- Off The Record
- Los jetas
- Crea
- Encierren a Nicolás